# انغلاق محدب

الانغلاق المحدب هو شكل الذي يأخذه شريط مطاطي محيد بمجموعة النقاط (المضلع الأزرق).

في الرياضيات الانغلاق المحدب أو الغلاف المحدب (بالإنجليزية: convex hull) لمجموعة من النقاط X في فضاء شعاعي V هو أصغر مجموعة محدبة تحوي X.
في الهندسة الرياضية الحاسوبية، يستخدم الغلاف المحدب للإشارة إلى حدود المحدب الأصغري الذي يحيط بمجموعة من النقاط في المستوي.

## وصلات خارجية
- Weisstein, Eric W. "انغلاق محدب". MathWorld.